# La Ville (Claudel)
Pour les articles homonymes, voir Ville (homonymie).
La Ville est une pièce de théâtre en trois actes de Paul Claudel.
Une première version date de 1893. La seconde, de 1901, a été créée par le Théâtre national populaire dans une mise en scène de Jean Vilar en 1955 et jouée au Festival d'Avignon dans la Cour d'honneur du Palais des papes.

## Festival d'Avignon,1955
- Mise en scène : Jean Vilar
- Décor et Costumes : Léon Gischia
- Musique : Maurice Jarre
- Lumières : Pierre Saveron
- Georges Wilson : Lambert de Besme
- Philippe Noiret : Avare
- Maria Casares : Lâla
- Jean Vilar : Isidore de Besme
- Alain Cuny : Cœuvre
- Jean-Pierre Darras : Gérin
- Jean Topart : Thyrsée
- Roger Mollien : Ivors
- Jean-Paul Moulinot : premier délégué
- Lucien Arnaud : deuxième délégué

## Théâtre des Amandiers,1985
- Mise en scène : Bernard Sobel
- Scénographie : Italo Rota
- Costumes : Jacques Schmidt
- Lumières : Daniel Delannoy
- Son : André Serré
- Jean Badin : Thyrsée
- Pascal Bongard : Ivors
- Jean-Baptiste Malartre : Avare
- André Marcon : Cœuvre
- Dominique Reymond : Lâla
- Christian Roy : Gérin
- Jean-Claude Sachot : premier délégué
- Henri Serre : Isidore de Besme
- Jean Tolzac : deuxième délégué
- Guy Tréjan : Lambert de Besme
- Michel Valette : troisième délégué